# The Dakota
The Dakota (auch Dakota Building genannt) ist ein exklusives, traditionsreiches Apartmenthaus in Manhattan in New York City. Das Gebäude ist weltbekannt als aktuelle und ehemalige Wohnstätte zahlreicher Berühmtheiten sowie durch die Ermordung von John Lennon am 8. Dezember 1980.

## Lage
Das denkmalgeschützte Gebäude steht an der Ecke 72nd Street und Central Park West im Stadtteil Upper West Side direkt am Central Park. Seine Adresse lautet „1 West 72nd Street“. Nur wenige Meter entfernt befindet sich im Central Park die Gedenkstätte Strawberry Fields für John Lennon. Stadtbild prägende Nachbargebäude sind die ebenfalls denkmalgeschützten doppeltürmigen Hochhäuser The San Remo und The Majestic. An der Central Park West befindet sich am Fuß des Gebäudes ein Zugang zur Station 72 Street der New York City Subway, die von den Linien  und  bedient wird.

## Bedeutung des Namens
Der Name soll während der Bauphase entstanden sein, weil das Grundstück im Bereich des damals noch wenig bebauten Upper Manhattan lag, so dass man scherzhaft behauptete, es befände sich bereits im Stammesgebiet der Dakota. Als Signum ist über dem Haupteingang die Natursteinplastik eines Indianerkopfes eingelassen. Das Baugrundstück war gut gewählt, da das Gebäude auf einer kleinen Erhebung steht und damals einen noch unverbauten Blick über die Insel Manhattan, auf den Long Island Sound und Brooklyn bot.

## Architektur

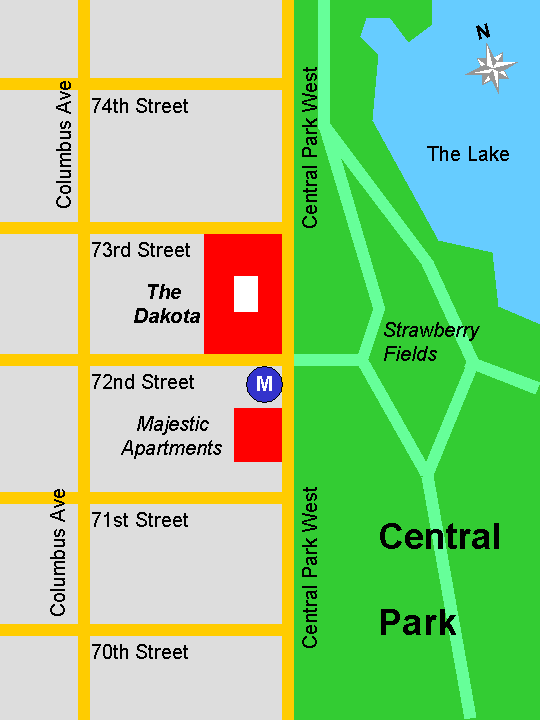
The Dakota, Lageplan

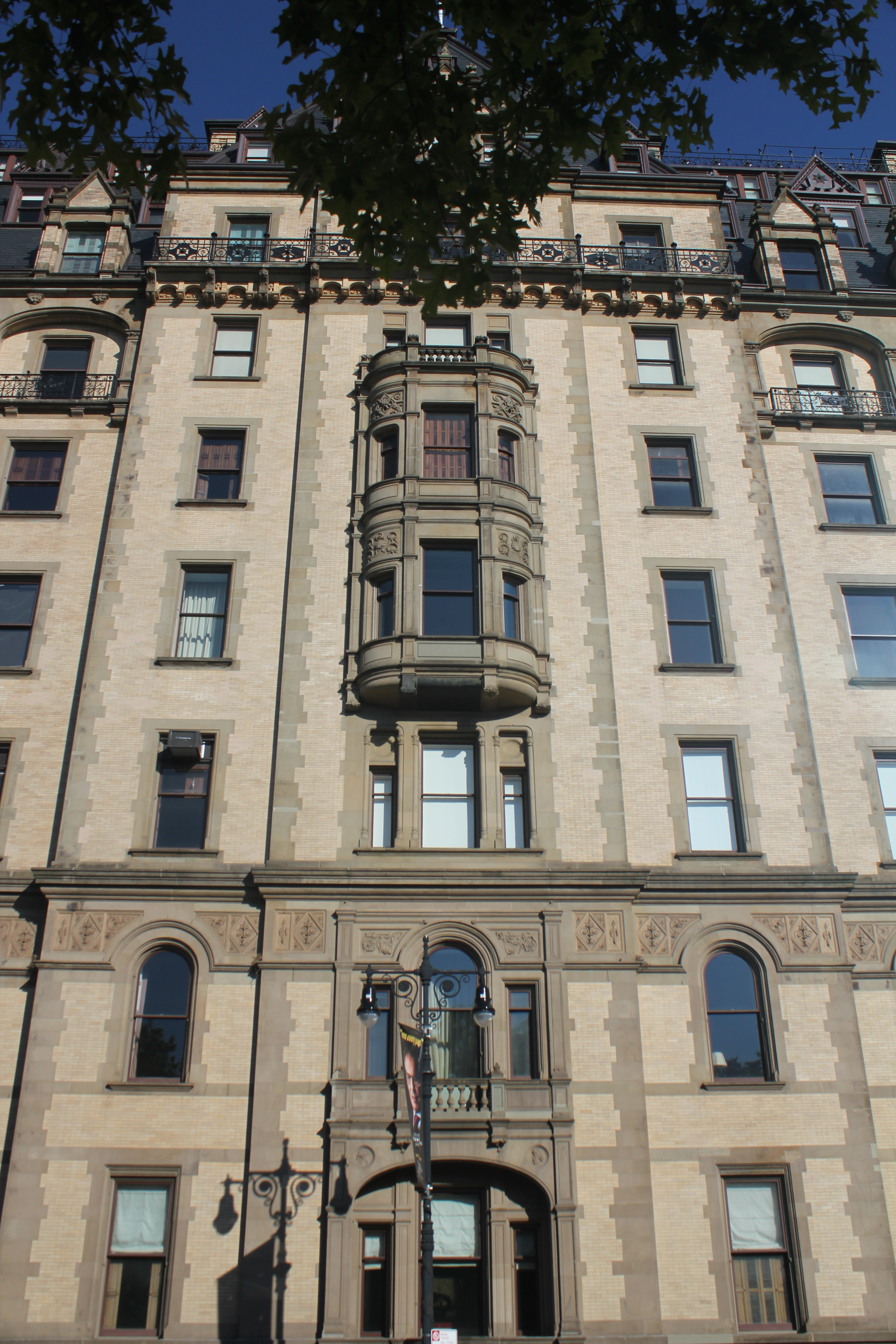
Details der Fassade im Mai 2022

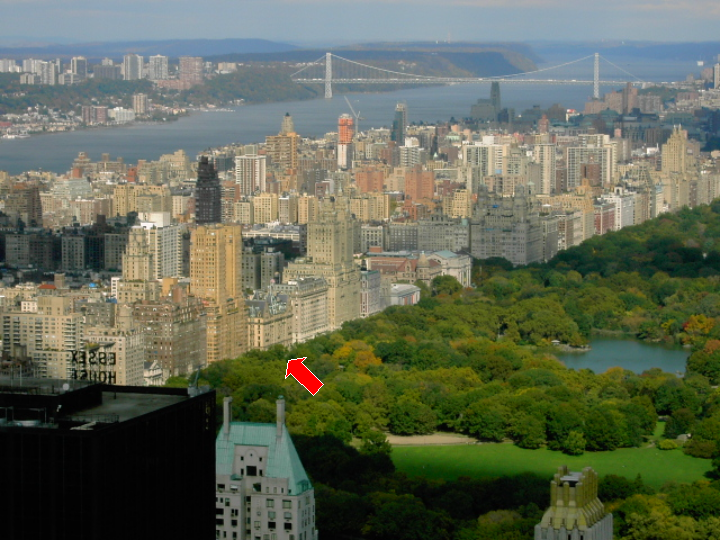
Lage des Dakota (Pfeil) am Central Park

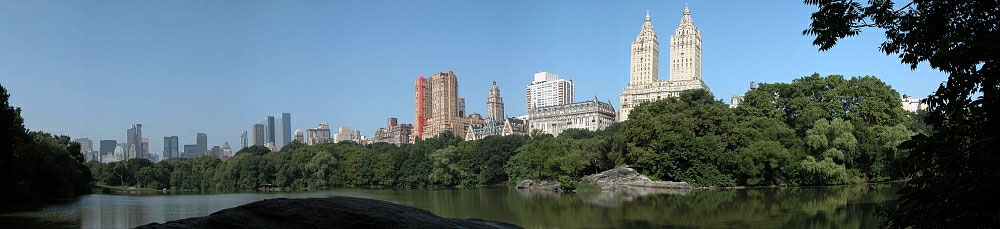
Blick von Osten, links The Lake

Das Wohnhaus wurde zwischen 1880 und 1884 von George Henry Griebel, tätig für das Architekturbüro Henry J. Hardenbergh, im Stil der französischen Renaissance entworfen. Hardenbergh war auch der Architekt des berühmten, im gleichen Stil erbauten New York Plaza Hotels. Bauherr des Dakota war Edward Clark, der Inhaber des Singer Nähmaschinen-Konzerns, der jedoch die Fertigstellung nicht mehr erlebte. Da sein Sohn Alfred Corning Clark (1844–1896), ein Philanthrop, sich für die Immobilien wenig interessierte, vererbte Edward Clark das Dakota seinem damals erst 12 Jahre alten Enkel Edward Severin Clark (1870–1933).:41
Das – einschließlich der Dachgeschosse – neungeschossige Gebäude ist um einen rechteckigen, 27 × 17 Meter (90 × 55 ft.) großen Atriumhof mit zwei Bronzebrunnen gebaut und nimmt die gesamte Blockbreite zwischen der 72nd und der 73rd Street ein. Ursprünglich hatte das Dakota 65 Suiten. Siebtes und achtes Obergeschoss waren als Wohnungen für das Dienstpersonal ausgelegt; das neunte Obergeschoss hatte einen Dachgarten und ein Spielfeld für Kinder. Nach dem Zweiten Weltkrieg wurden auch diese Flächen als Wohnraum ausgebaut; seitdem hat das Dakota 93 luxuriöse Apartments.
Die Idee, mehrere Luxuswohnungen in einem Gebäude zu vereinen, war neu, denn zu dieser Zeit wohnten vornehme und vermögende Familien in einer eigens für sie entworfenen und gebauten Villa auf einem großen Grundstück. Das Mehrfamilienhaus war eine Wohnform für ärmere Bevölkerungsschichten. Seit Anfang der 1960er Jahre werden die zuvor nur vermieteten Apartments als Eigentumswohnungen vermarktet. Bis dahin galt die Bewirtschaftung des Gebäudes als unrentabel. Die Räume sind vier Meter hoch und einige Wohnungen mehr als 300 Quadratmeter groß.
Als Baumaterial verwendete der Architekt gelbe Ziegel, die an den Ecken, Fenster- und Türöffnungen mit grau-braunem Sandstein optisch abgesetzt sind. Die Fassade ist mit Fenstern, Bögen, Erkern, Balkonen und architektonischen Schmuckelementen reich gegliedert. Rund um das sechste Obergeschoss führt ein üppig verzierter, schmiedeeiserner Balkon. Das steile Dach hat mehrere Giebel und ist durch Dachgauben, hohe Kamine und Fenster gegliedert.
Die Infrastruktur des Gebäudes war außergewöhnlich für seine Zeit. Mahlzeiten konnten in einem großen Esszimmer, das auch als Ballsaal diente, eingenommen werden. Es war aber auch möglich, sich die Mahlzeiten von einer zentralen Küche mit Speiseaufzügen in die Apartments liefern zu lassen. Vier der damals gerade erfundenen Otis-Sicherheitsaufzüge brachten Mieter und Besucher in die Wohnungen. Die Stromversorgung erfolgte über einen unabhängigen Generator. Alle Apartments hatten mehrere Bäder und Toiletten mit Wasserspülung und wurden zentral beheizt. Auf dem Grundstück befanden sich ein Tennisplatz, ein Croquet-Rasen und ein Stall für Pferde und Kutschen.
The Dakota wurde am 11. Februar 1969 von der New Yorker Landmarks Preservation Commission als Denkmal ausgewiesen. Am 26. April 1972 folgte die Eintragung in das National Register of Historic Places. Zudem wurde es am 8. Dezember 1976 als National Historic Landmark anerkannt. Eine weitere Eintragung bekam das Gebäude am 23. Juni 1980 in das New York State Register of Historic Places (NYSRHP).

## Bewohner

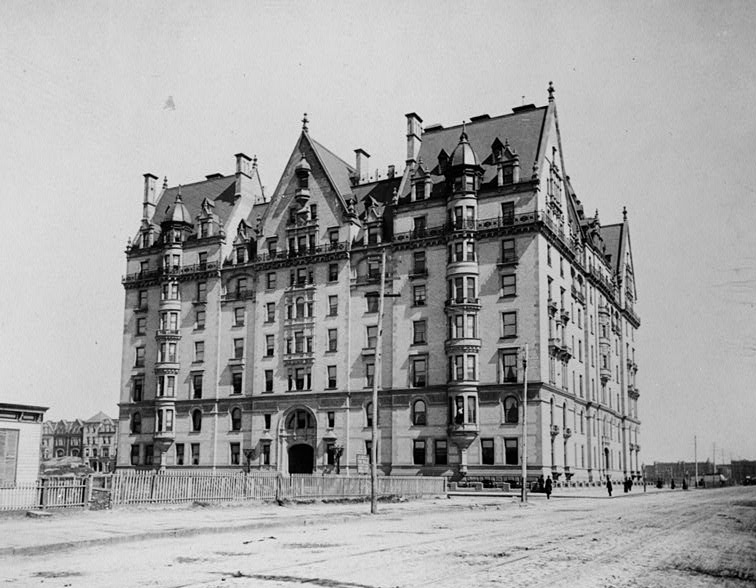
The Dakota von Süden, ca. 1890

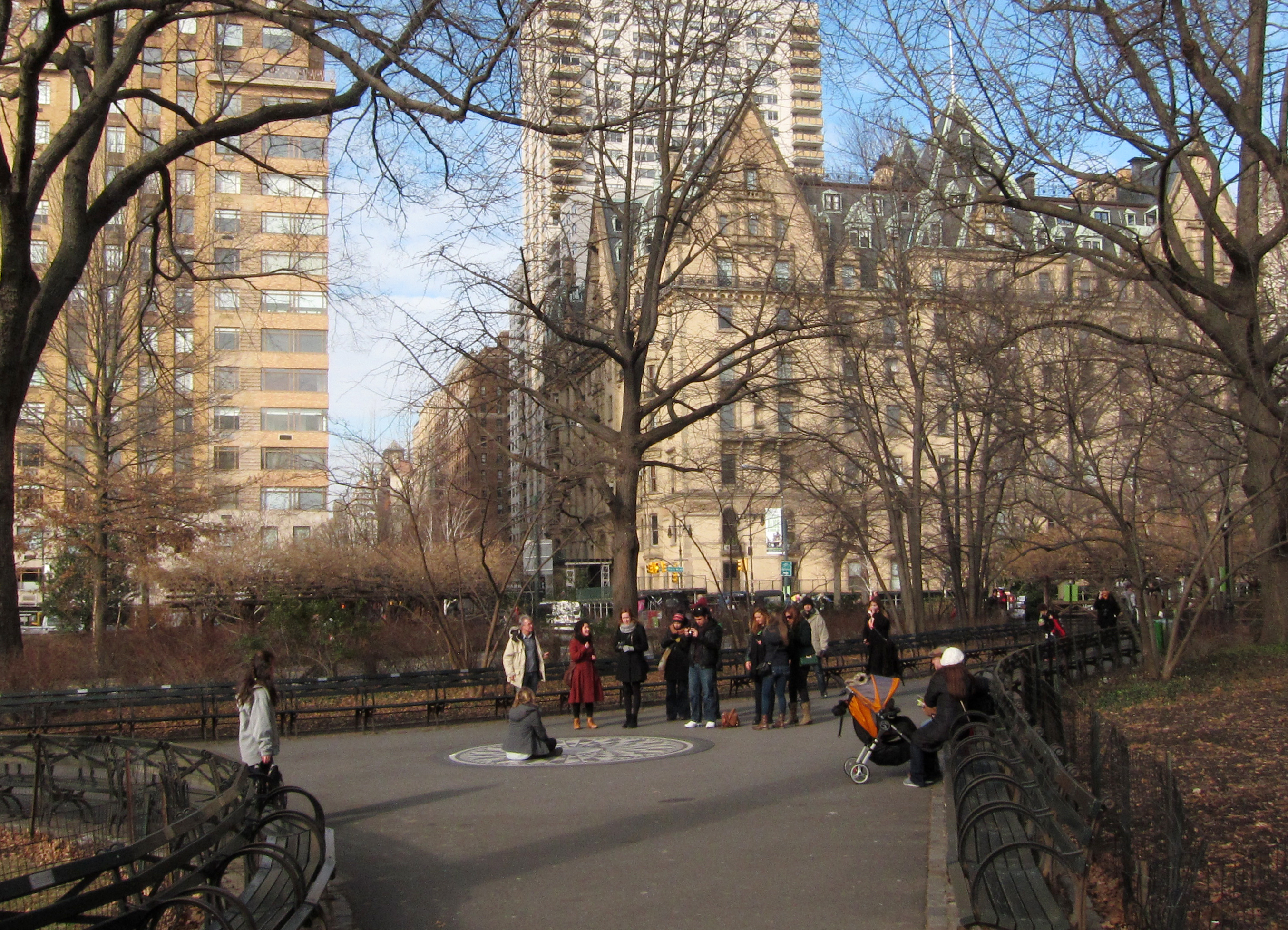
Strawberry Fields im Central Park vor dem Dakota-Gebäude

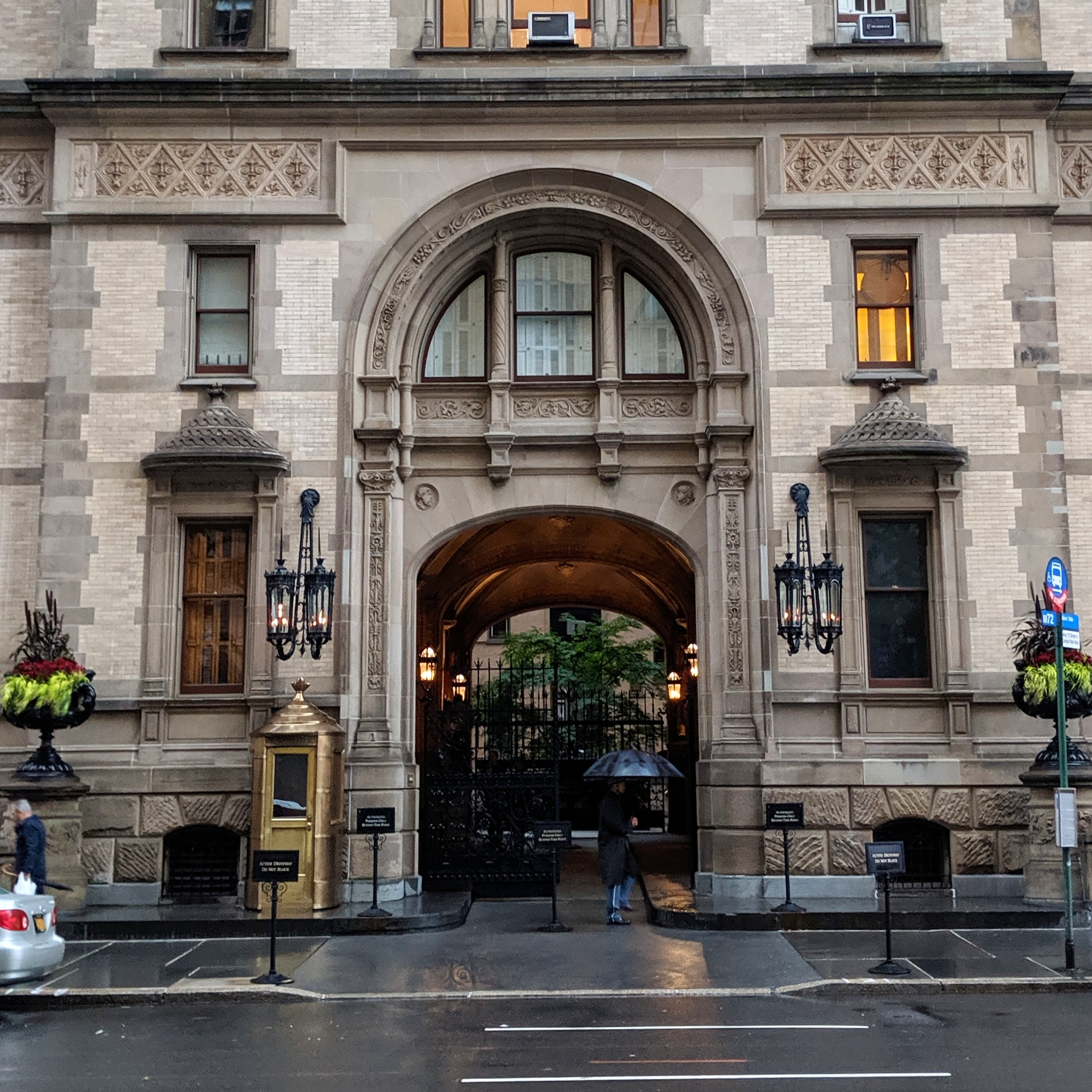
Eingang zum Dakota Building, 1 West 72nd Street, vor dem John Lennon erschossen wurde

Zur Zeit der Planung war die Upper West Side keine vornehme Adresse in Manhattan. Das änderte sich, als nach dem Bau des Dakota weitere luxuriöse Appartementhäuser entstanden, zum Beispiel: Osborne Apartments an der 57th Street unweit der Carnegie Hall, The Century zwischen Central Park West und 63rd Street oder The Dorilton, 171 West 71st Street. Zudem änderte man 1882 (als das Gebäude erst halb fertiggestellt war) den Namen der vormaligen „Eighth Avenue“ in „Central Park West“, um dem Dakota eine vornehmer klingende Adresse zu geben. Bereits vor der Bezugsfertigkeit waren alle Wohnungen vergeben, überwiegend an reiche und reich gewordene Geschäftsleute und Bankiers. Zu den ersten Mietern gehörten u. a.: Theodore E. Steinway, Gustav Schirmer und Calvin H. Allen, Präsident der Union Copper and Mining Compay und der Western New York and Pennsylvania Railroad.:45
Die Appartements im Dakota Building gehörten stets zu den teuersten Wohnungen in New York. Entsprechend reich waren und sind die Bewohner, darunter viele prominente Künstler:
- die Schauspielerin Lauren Bacall. Sie wohnte dort von 1961 bis zu ihrem Tod am 12. August 2014[11]
- der Dirigent, Pianist und Komponist Leonard Bernstein[12]
- der Schauspieler Peter Boyle (1935–2006)
- der Schauspieler José Ferrer (1912–1992)
- die Sängerin Roberta Flack (1937–2025)[13]
- der Schriftsteller Charles Henri Ford (1913–2002)
- die Schauspielerin Judy Garland (1922–1969)
- die Sängerin und Schauspielerin Judy Holliday (1921–1965)
- der Schauspieler Boris Karloff (1887–1969)
- der ehemalige Boxer Mills Lane (1937–2022)
- der Schauspieler Robert Ryan (1909–1973)
- der Musiker John Lennon, der Robert Ryans Appartement kaufte (1940–1980)
- die Künstlerin Yoko Ono (* 1933), John Lennons Witwe, wohnte[14] bis Anfang 2023 fünfzig Jahre im Gebäude
- der Tänzer Rudolf Nurejew (1938–1993)
- der Musiker Paul Simon (* 1941)
- der Musikproduzent und Musikwissenschaftler Maynard Solomon (1930–2020)
- der Musiker Sting (* 1951)

Am 8. Dezember 1980 wurde John Lennon vor dem Eingang des Dakota von einem geistig Verwirrten erschossen. Ein dem Dakota gegenüberliegendes Areal des Central Parks wurde in Anlehnung an einen Song der Beatles Strawberry Fields genannt. Seine Witwe Yoko Ono stiftete die Bepflanzung. In eine Wegkreuzung ist ein schwarz-weißes Mosaik mit der Aufschrift „Imagine“ eingelassen, das an John Lennon erinnert.

## Film und Literatur
Das exponierte Bauwerk spielt auch in Literatur und Film eine Rolle:
- Der 1970 erschienene Roman Das andere Ufer der Zeit (Originaltitel: Time and Again) von Jack Finney hat als Schauplatz das Dakota Building. Die außergewöhnliche Idee des Romanautors ist es, dass diese Zeitreise nicht mit einer Maschine, sondern mittels Gedankenkraft erfolgt, da ein US-amerikanischer Wissenschaftler behauptet, Zeitreise sei ein nur psychisch und nicht ein technisch lösbares Problem. Der Werbegrafiker Simon (Si) Morley wird von einer geheimen Regierungsbehörde engagiert und soll ins New York des Jahres 1882 reisen. Dazu wird eine Suite des Dakota angemietet, die 1882 leer stand, und mit allen zu jener Zeit üblichen Accessoires ausgestattet. Sein Umfeld, einschließlich des Ausblickes auf den Central Park, wird so geschickt manipuliert, dass Morley sich im 19. Jahrhundert wähnt. Dadurch, dass er vollständig in dieser Zeit lebt, überwindet er tatsächlich physisch die Zeitbarriere und wird in eine Korruptionsaffäre und einen als Selbstmord getarnten Mord in der Vergangenheit verwickelt. Nach seiner Rückkehr in die Gegenwart schaltet sich die CIA ein und will die Weltgeschichte durch Zeitmanipulation verändern. Wie 1867 Alaska den Russen, will man Kuba den Spaniern abkaufen, um die kommunistische Bedrohung vor Amerika abzuwenden. Kuba soll in der alternativen Gegenwart kein eigenständig kommunistisches Land, sondern ein Bundesstaat der USA werden.
- In dem 1968 gedrehten Film Rosemaries Baby von Roman Polański wohnen die Hauptpersonen Rosemarie (Mia Farrow) und ihr Mann Guy im Dakota Building, das im Film „Bramford House“ heißt. Das Gebäude dient als Zentrale eines generationenalten Satanistennetzwerks, das von einem im Haus lebenden Hexerehepaar geführt wird. Der Film zeigt einige am Dakota gedrehte Außenaufnahmen. Dreharbeiten in den Räumen wurden nicht gestattet, die Innenaufnahmen entstanden im Studio.
- In dem 2001 gedrehten Spielfilm Vanilla Sky von Cameron Crowe wohnt der Protagonist David Aames, der alleinige Erbe eines Medienkonzerns (gespielt von Tom Cruise), in einem Luxus-Apartment im Dakota. Nur die Außenaufnahmen entstanden am Dakota.
- Special Agent Pendergast, die Hauptfigur einiger Bestsellerromane des Autorenduos Douglas Preston und Lincoln Child, wohnt in einem Apartment des Dakota.
- In dem Roman The Hard Way von Lee Child residiert der Kommandant einer Söldnertruppe im Dakota. Sein Apartment ist dabei Wohnung und Hauptquartier zugleich. Teile der Handlung spielen in dieser Wohnung. Es wird auf einige Besonderheiten des Dakota Bezug genommen, insbesondere auf Yoko Ono, das Sicherheitspersonal und die massive Bauweise des Gebäudes.
- Windsor Horne Lockwood III, genannt Win, aus der Myron-Bolitar-Reihe von Harlan Coben hat seinen Wohnsitz im Dakota. Zeitweise wohnt Myron Bolitar bei ihm.
- Das Romanheft Rebeccas Baby (eine Anspielung auf Rosemaries Baby) von Logan Dee (= Uwe Voehl) spielt ebenfalls im Dakota.[15]

## Sonstiges
John Lennon und Yoko Ono verkündeten auf einer Pressekonferenz am 1. April 1973 die Gründung der Mikronation Nutopia. Der Name war eine Wortprägung aus den Wörtern new und Utopia. Die Flagge bestand aus einem weißen Stofftaschentuch und die Nationalhymne aus drei Sekunden Stille (später veröffentlicht auf Lennons Album Mind Games). Die sogenannte Botschaft des Fantasiestaates Nutopia befand sich in der Wohnung des Paares im Dakota Building. An der Küchentür wies eine vergoldete Plakette darauf hin.

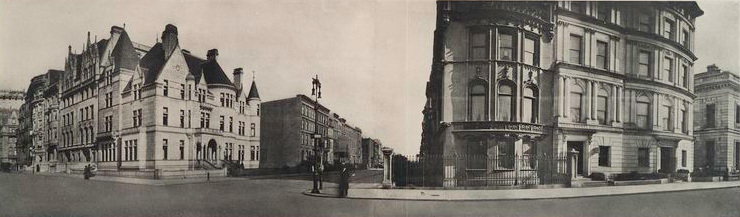
Das Sinclair House (links)

Das Harry F. Sinclair House wurde 1897 bis 1899 erbaut, wie das Dakota im Stil der französischen Renaissance. Es steht am östlichen Rand des Central Park (East 79th Street / Fifth Avenue); das Dakota an dessen westlichem Rand. 